# Energia nuclear
Energia nuclear ou energia atômica é a energia liberada em uma reação nuclear, ou seja, em processos de transformação de núcleos atômicos. Alguns isótopos de certos elementos químicos apresentam a capacidade de se transformar em outros isótopos ou elementos por meio de reações nucleares, emitindo energia durante esse processo. Baseia-se no princípio da equivalência massa-energia, proposto por Albert Einstein, segundo a qual durante reações nucleares ocorre transformação de massa em energia.
Foi descoberta por Otto Hahn e Lise Meitner com a observação de uma fissão nuclear depois da irradiação de urânio com nêutrons, que tinha como objetivo produzir um núcleo mais pesado. No entanto, eles descobriram que o elemento formado tinha cerca de metade da massa do urânio. Esse fato intrigou os pesquisadores, pois foi observado que um núcleo se dividiu em dois.
A tecnologia nuclear tem como uma das principais finalidades gerar energia elétrica. Aproveitando-se do calor emitido na reação, para aquecer a água até se tornar vapor, assim movimentando uma turbina a vapor acoplada a um gerador. A reação nuclear pode acontecer controladamente em um reator de usina nuclear ou descontroladamente em uma bomba atômica (causando uma reação chamada reação em cadeia).

## Tipos de reações nucleares
A reação nuclear é a modificação da composição do núcleo atômico de um elemento, podendo transformar-se em outro ou outros elementos. Esse processo ocorre espontaneamente quando não acontece metamorfose em alguns elementos. O caso mais interessante é a possibilidade de provocar a reação mediante técnicas de bombardeamento de nêutrons ou outras partículas.
Existem duas formas de reações nucleares: a fissão nuclear, onde o núcleo atômico subdivide-se em duas ou mais partículas; e a fusão nuclear, na qual ao menos dois núcleos atômicos se unem para formar um novo núcleo.

### Exemplo

Fissão nuclear

Apenas um exemplo das mais de 1 000 possíveis fissões de urânio-235:  captura um nêutron, torna-se brevemente instável como U-236, e fraciona em bário e criptônio com emissão de dois nêutrons e radiação gama.
{\displaystyle {}_{\ 92}^{235}\mathrm {U} \ +\ {}_{0}^{1}\mathrm {n} \rightarrow \ {}_{\ 92}^{236}\mathrm {U} \ \rightarrow \ {}_{\ 56}^{139}\mathrm {Ba} \ +\ {}_{36}^{95}\mathrm {Kr} \ +\ 2\ {}_{0}^{1}\mathrm {n} }
Com esta reação Otto Hahn e Fritz Strassmann demonstraram a fissão em 1938 através da presença de bário na amostra, usando espectroscopia de massa.

## História da energia nuclear
Ernest Rutherford, o descobridor do núcleo atômico, estava fazendo pesquisas sobre a configuração do átomo em livros de uma biblioteca, e descobriu, através do uso dos raios catódicos, que estes poderiam ser modificados através de bombardeamento com partículas rápidas. Com a descoberta do nêutron ficou claro que deveriam existir muitas possibilidades dessas modificações.
Enrico Fermi suspeitava que o núcleo ficaria cada vez maior acrescentando nêutrons. Ida Noddack foi a primeira a suspeitar que "durante o bombardeamento de núcleos pesados com nêutrons, estes poderiam quebrar-se em pedaços grandes, que são isótopos de elementos conhecidos, mas não vizinhos dos originais na tabela periódica".
A fissão nuclear foi descoberta por Otto Hahn e Fritz Straßmann em Berlim-1938 e explicada por Lise Meitner e Otto Frisch (ambos em exílio na Suécia) logo depois, com a observação de uma fissão nuclear depois da irradiação de urânio com nêutrons (ver: projeto de energia nuclear alemão).
A primeira reação em cadeia foi realizada em dezembro de 1942 em um reator de grafite de nome Chicago Pile 1 (CP-1), no contexto do projeto Manhattan com a finalidade de construir a primeira bomba atômica, sob a supervisão de Enrico Fermi na Universidade de Chicago.
|                                          | | | |
| Otto Hahn e Lise Meitner no laboratório. | Primeiro ciclotron construído no Japão (o segundo no mundo) projetado por Yoshio Nishina em 1937 (ver: Programa japonês de armas nucleares). | Cerimônia de lançamento do USS Nautilus (EUA), primeiro submarino com propulsão nuclear, em 21 de Janeiro de 1954. | Quebra-gelo Lenin (1957), primeiro navio de superfície com propulsão nuclear, num selo soviético de 1978. |

## Tipos de reatores

### Reatores de fissão
Existem vários tipos de reatores, de água leve (ingl. Light Water reactor ou LWR), reatores de água pesada (ingl. Heavy Water Reactor ou HWR), reator de rápido enriquecimento ou "reatores incubadores" (ingl. Breeder reactor) e outros, dependendo da substância moderadora usada. Um reator de rápido enriquecimento gera mais material físsil (combustível) do que consome. A primeira reação em cadeia foi realizada num reator de grafite. O reator que levou o acidente nuclear na usina de Chernobil também era de grafite. A maioria dos reatores em uso para geração de energia elétrica no mundo são do tipo água leve.
A nova geração de usinas nucleares, denominada G3+, incorpora conceitos de segurança passiva, pelos quais todos os sistemas de segurança da usina são passivos, o que as tornam intrinsecamente seguras. Como reatores da próxima geração (G4 - Reatores Nucleares de Quarta Geração) são considerados reatores de sal fundido ou MSR (ingl. molten salt reactor). Ainda em projeto conceitual, será baseada no conceito de um reator de rápido enriquecimento.
|                                                                          |                                                                     |                                                                           |
| Mecanismo da fissão: Um nêutron faz o núcleo oscilar, alongar e dividir. | Esquema de uma Usina Nuclear com PWR (reator de água pressurizada). | Reator de tório (MSR) no Laboratório Nacional de Oak Ridge nos anos 1960. |

### Reatores de fusão
O emprego pacífico ou civil da energia de fusão está em fase experimental, existindo incertezas quanto a sua viabilidade técnica e econômica.
O processo baseia-se em aquecer suficientemente núcleos de deutério até obter-se o estado plasmático. Nesse estado, os átomos de hidrogênio se desagregam permitindo que ao se chocarem ocorra entre eles uma fusão produzindo átomos de hélio. A diferença energética entre dois núcleos de deutério e um de hélio será emitida na forma de energia que manterá o estado plasmático com sobra de grande quantidade de energia útil.
A fusão de deutério e trítio pode gerar nêutrons, resultando em emissões de radiações nocivas. A fusão aneutrônica é livre de emissões radioativas nocivas e gera eletricidade de forma direta. O uso de combustíveis como hélio-3, boro, lítio e outros, torna possível esta forma de fusão.
A principal dificuldade do processo consiste em confinar uma massa do material no estado plasmático já que não existem reservatórios capazes de suportar as elevadas temperaturas a ele associadas. Meios possíveis para isto seriam o confinamento inercial e o magnético. Na natureza existe uma terceira forma de confinamento, de uso impossível na Terra, o confinamento gravitacional, modo pelo qual as estrelas (como o Sol) confinam seu plasma.
Os cientistas do projeto Iter, no qual participam o Japão e a União Europeia, pretendem construir uma central experimental de fusão para comprovar a viabilidade econômica do processo como meio de obtenção de energia.
| | |                                                                                |
| Mecanismo da fusão: deutério e trítio fundem-se, emitindo um nêutron, convertendo-se em hélio e gerando energia. | Interior do Wendelstein 7-X, reator de fusão tipo Stellarator, do Instituto Max Planck de Física do Plasma. | Vista em corte do tokamak esférico NSTX (National Spherical Torus Experiment). |

## Obtenção de energia elétrica por fonte nuclear
A energia elétrica gerada por uma fonte nuclear é obtida a partir do calor da reação do urânio. A queima do combustível produz calor que ferve a água de uma caldeira transformando-a em vapor. O vapor movimenta uma turbina que dá partida a um gerador elétrico que produz a eletricidade. A animação esquematiza esta sequência:
Nos reatores as reações acontecem de maneira controlada, enquanto que nas bombas atômicas a reação em cadeia processa-se integralmente em um tempo muito curto, liberando de modo explosivo toda a energia armazenada no material fissionável, urânio ou plutônio.
Um átomo é composto por um núcleo e pelos elétrons que ocupam a região
ao redor do núcleo atômico, que são muito leves e têm carga elétrica negativa. Dentro do núcleo, há dois tipos de partículas, os prótons e os nêutrons. O número de prótons é sempre igual ao número dos elétrons, num átomo eletricamente neutro, mas sua carga é positiva. Os nêutrons variam em número sendo mais numerosos quanto mais pesado for o átomo, e são eletricamente neutros. No urânio presente na natureza são encontrados átomos, que têm em seu núcleo 92 prótons e 143 nêutrons (cuja soma é 235), átomos com 92 prótons e 142 nêutrons (234) e outros ainda, com 92 prótons e 146 nêutrons (238). Como o número de prótons e elétrons é sempre igual (92), pode-se dizer que esses são quimicamente iguais e são chamados de isótopos do mesmo elemento.
Para diferenciá-los, usa-se o símbolo químico do elemento e no canto esquerdo um número, de acordo com seu peso atômico, da seguinte forma: ZU, onde Z é a soma do número de prótons e o número de nêutrons. No caso do Urânio: 234U, 235U e
238U.
O choque de um nêutron livre com o isótopo 235U causa a divisão do núcleo desse isótopo em duas partes, e ocasiona uma liberação relativamente alta de energia. Dá-se a esse fenômeno o nome de fissão nuclear.

## Economia
A economia das novas plantas nucleares é um tópico controverso, visto que existem visões divergentes sobre o mesmo, e investimentos multibilionários dependem da escolha de uma  fonte de energia. As plantas de energia nuclear tipicamente têm um capital de custo inicial bem elevado para a construção, porém possuem baixos preços de combustível. A comparação com outras formas de geração de energia está fortemente dependente  de pressupostos sobre os prazos de construção  e  financiamento de capital para as plantas nucleares, assim como, dos futuros custos dos combustíveis fósseis e renováveis, bem como das soluções para armazenamento de energia para fontes de energia intermitentes. Por outro lado, medidas para diminuir o aquecimento global, tais como o imposto de carbono, ou o comércio de emissões de carbono, podem favorecer a economia desta indústria. O Reino Unido, assim como outras nações favoráveis a economia neoliberal, veem como um grande problema a necessidade de subsidiar as plantas nucleares como é realizado nos Estados Unidos da América, pois as outras formas de energia não necessitam de mesmo tratamento, mesmo que elas se paguem ao longo prazo.
A análise da economia da energia nuclear deve também ter em conta quem suporta os riscos de incertezas futuras. À data de 2012, todas as centrais nucleares em funcionamento foram desenvolvidas por Estados ou por monopólios de serviços públicos por eles regulados. Desde então, muitos países liberalizaram o mercado da electricidade, onde estes riscos, e o risco de concorrentes mais baratos emergirem antes dos custos de capital serem recuperados, são suportados pelos fornecedores e operadores das centrais em vez dos consumidores, o que leva a uma avaliação significativamente diferente da economia das novas centrais nucleares.

## Bomba atômica

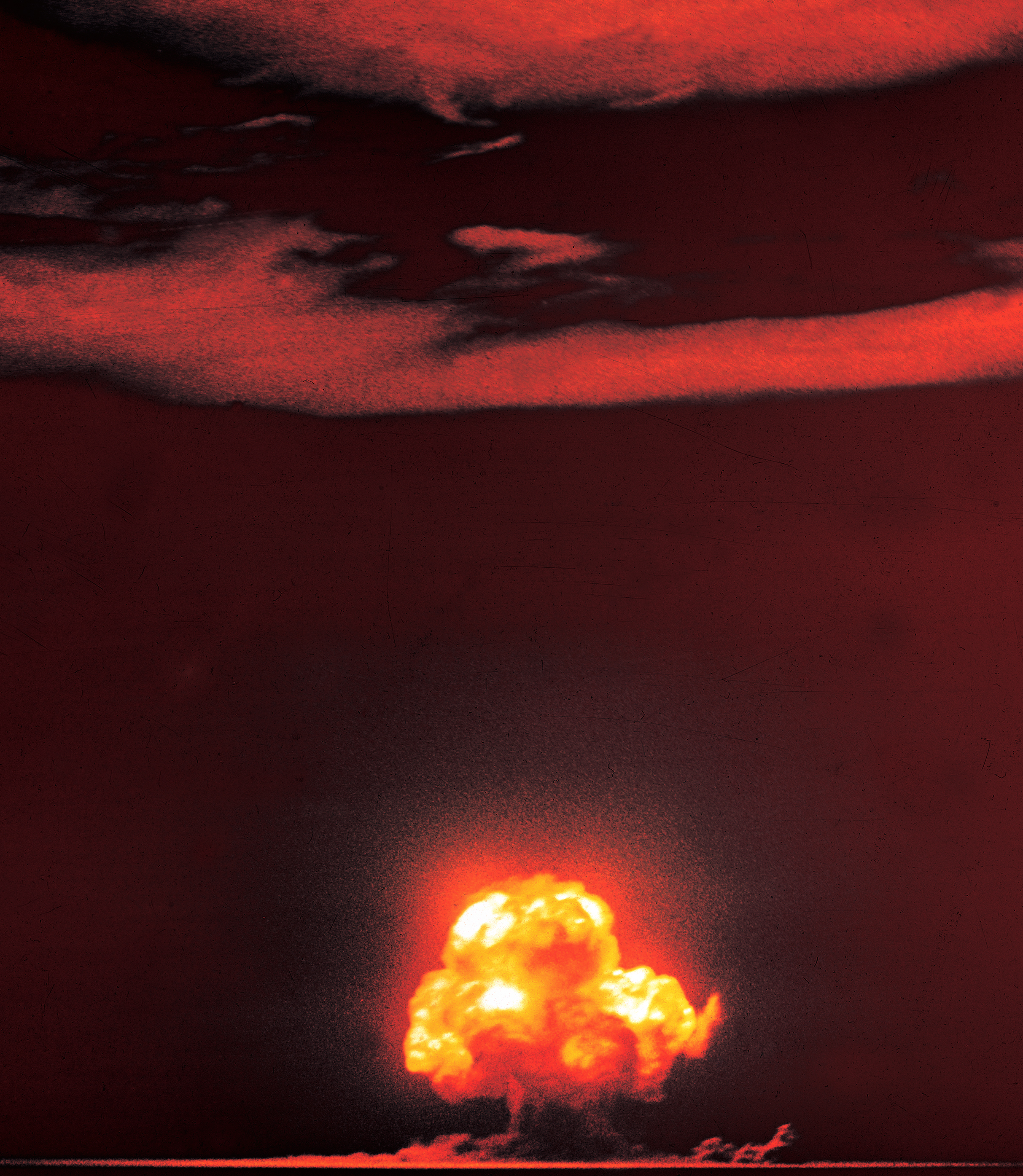
A explosão de Trinity

As bombas nucleares fundamentam-se na reação nuclear (i.e. fissão ou fusão nuclear) descontrolada e portanto explosiva.
A eficácia da bomba atômica baseia-se na grande quantidade de energia liberada e em sua toxicidade, que apresenta duas formas: radiação e substâncias emitidas (produtos finais da reação e materiais que foram expostos à radiação), ambas radioativas. A força da explosão é de 5 mil até 20 milhões de vezes maior, se comparada a explosivos químicos. A temperatura gerada em uma explosão termonuclear atinge de 10 até 15 milhões de graus Celsius no centro da explosão.
Na madrugada do dia 16 de julho de 1945, ocorreu o primeiro teste nuclear da história, realizado no deserto de Alamogordo, Novo México, a chamada Experiência Trinity.
O segundo, empregado pela primeira vez para fins militares durante a Segunda Guerra Mundial, foi na cidade japonesa de Hiroshima (bomba Little Boy lançada pelo bombardeiro Enola Gay) e o terceiro, na cidade de Nagasaki (bomba Fat Man lançada pelo Bockscar). Essas explosões mataram ao todo cerca de 155 000 pessoas imediatamente, além de 110 000 pessoas que morrerem durante as semanas seguintes, em consequência dos efeitos da radioatividade. Além disso, suspeita-se que até hoje mais 400 000 morreram devido aos efeitos de longo prazo da radioatividade.
As bombas termonucleares são ainda mais potentes e fundamentam-se em reações de fusão de hidrogênio ativadas por uma reação de fissão prévia. A bomba de fissão é o ignitor da bomba de fusão nuclear devido à elevada temperatura para iniciar o processo da fusão.

## Toxicidade
A toxicidade baseia-se na radiação emitida pelas substâncias envolvidas na reação nuclear. Assim, tanto o material utilizado, quanto todo entorno serão fonte de radioatividade e, portanto, tóxicos.
A descobridora da radiação ionizante, Marie Curie, sofreu envenenamento radioativo, em 1898, por manipular materiais radioativos levando a inflamação nas pontas dos dedos e no final da vida ela sofreu e morreu de leucemia.

## Aplicação civil

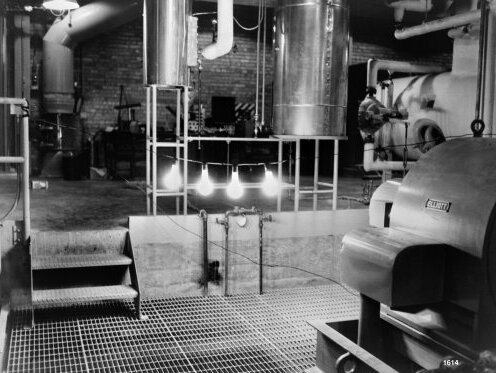
Primeiras lâmpadas acesas com eletricidade gerada pela energia nuclear, produzida pelo Experimental Breeder Reactor I, no Argonne National Laboratory (EUA), em 20 de Dezembro de 1951.

A fissão nuclear do urânio é a principal aplicação civil da energia nuclear. É usada em centenas de centrais nucleares em todo o mundo, principalmente em países como a França, Japão, Estados Unidos, Alemanha, Suécia, Espanha, China, Rússia, Coreia do Norte, Paquistão e Índia, entre outros.
A percentagem da energia nuclear na geração de energia mundial é de 6,5% (1998, UNDP) e de 16% na geração de energia elétrica. No mês de janeiro de 2009 estavam em funcionamento 210 usinas nucleares em 31 países com ao todo 438 reatores produzindo a potência elétrica total de 372 GW. A maior usina nuclear por capacidade instalada é a Usina Nuclear de Kashiwazaki-Kariwa, com potência de 7 965 MW para a rede elétrica e 8 212 MW de potência total. No entanto, devido a desativação temporária de Kashiwazaki-Kariwa devido aos problemas de segurança que vieram a tona com o Desastre Nuclear de Fukushima, atualmente a maior usina nuclear em funcionamento no mundo é a Central Nuclear de Bruce no Canadá, com potência de 6 383 MW e produção anual de energia elétrica de 47,63 GWh.

## Uso no espaço
Tanto a fissão, quanto a fusão aparentam promissoras aplicações na propulsão de foguete, gerando maiores velocidades com menor número de massa na reação. Isso se deve a mais elevada densidade da energia das reações nucleares: próximas de 7 ordens de magnitude (10 000 000 vezes) mais enérgicas que as reações químicas as quais são utilizadas atualmente nos foguetes.
A desintegração nuclear vem sendo usada em uma escala relativamente pequena (alguns kW), majoritariamente para suprir a demanda energética de missões espaciais e experimentos usando geradores termoelétrico de radioisótopos, tais como os desenvolvidos pelo Laboratório Nacional de Idaho.

## Energia nuclear no Brasil – dados de consumo

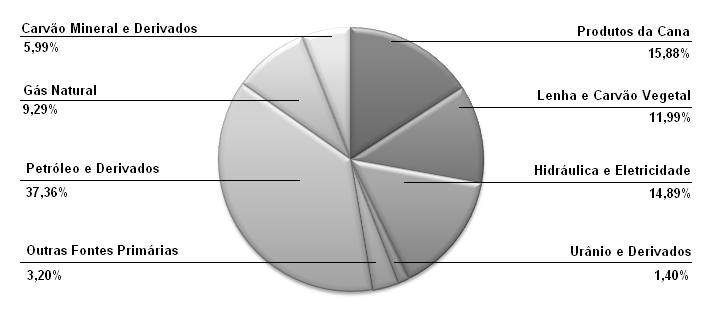
Estrutura da participação de diversas fontes de energia no Brasil. Dados 2007.

A energia elétrica é fator essencial para assegurar o crescimento econômico do país e a qualidade de vida da sua população, porém, os recursos hídricos disponíveis nas proximidades dos principais centros consumidores estão se esgotando.
Além disso, os licenciamentos ambientais dos aproveitamentos hídricos remanescentes e economicamente viáveis estão se tornando cada vez mais difíceis.
No quadro geral de geração de energia no Brasil, entre todas as formas comercialmente viáveis, o percentual de participação por fonte nuclear e de outras fontes é mostrado na figura 2, verifica-se o baixo aproveitamento com relação ao urânio e seus derivados, apenas 1,40%.
O Brasil possui a sexta maior reserva mundial de urânio e instalações industriais do Ciclo do Combustível Nuclear, operadas pela INB (Indústrias Nucleares do Brasil), que garante ao país independência no suprimento de combustível nuclear.

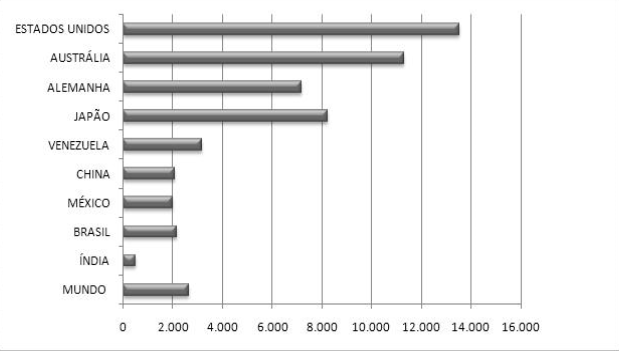
Consumo per Capita de Eletricidade em 2006 em kWh/habitante

Segundo a INB, com o aumento da extração de urânio, a quantidade será suficiente para suprir a demanda de combustível das usinas nucleares brasileiras, Angra 1, 2 e 3 e de mais oito usinas de 1 GW, previstas no Plano Nacional de Energia 2030 (PNE 2030), para suprir a exigência dos 8GW à matriz energética brasileira, mantendo-se o atual crescimento do PIB em torno de 5,2% anual. O consumo de energia elétrica por habitante no Brasil (aproximadamente 2 000 kWh/hab) é muito baixo quando comparado com países mais desenvolvidos (cerca de 8 000 kWh/hab no Japão, 7 000 kWh/hab na Alemanha e 13 500 kWh/hab nos Estados Unidos) e, portanto, o país precisa de novas fontes de energia para assegurar o seu crescimento industrial e o bem-estar da população.
Em 2002, as usinas nucleares do Brasil, Angra 1 e Angra 2 produziram juntas um total de 13,8 TWh. Quando entrar em operação, Angra 3 produzirá aproximadamente 10 TWh por ano.
Com essa produção, o Brasil ocupará o 25º lugar no ranking Participação da Energia Nuclear na Produção de Energia Elétrica, conforme mostra tabela.

## Energia nuclear em Portugal
A energia nuclear em Portugal foi muito limitada e estritamente não comercial. Portugal teve um reactor de investigação de 1MW localizado no Centro Nacional de Investigação Nuclear, em Bobadela, perto de Sacavém, que se encontrava já há algum tempo em  paragem permanente.
Em 1971, Portugal planeou a construção de uma central nuclear de 8 000 MW a ser concluída até 2000. Após a Revolução dos Cravos de 25 Abril de 1974 que derrubou o Estado Novo, os projectos de construção de centrais nucleares foram  adiados ou rejeitados pelo governo. Outras actividades de energia nuclear não estão planeadas num futuro próximo.  Cerca de 45 por cento da electricidade em Portugal, á data de 2010, provinha de fontes renováveis.

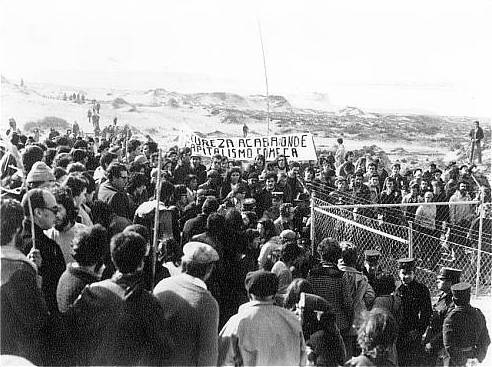
Povo de Ferrel no Pico da Mota contra a planeada central nuclear (1976)

Actualmente, Portugal não tem combustível usado.  O núcleo do Reactor de Investigação Português (RPI) foi convertido de combustível altamente enriquecido para combustível pouco enriquecido, e  todo o urânio enriquecido bem como todo o combustível irradiado foi em segredo enviado para os Estados Unidos, em 2019,   no âmbito do "United States Foreign Research Reactor Spent Nuclear Fuel Acceptance Program".
Em 15 de Março de  1976, uma habitante de Ferrel tocou o sino da capela de Nossa Senhora da Guia, às sete da manhã, pedindo à população que resistisse à construção da primeira central  nuclear de Portugal. A pé, de carro de burro, trator, bicicleta e caminhões, os cerca de  1500 habitantes de Ferrel marcharam para o local onde se iniciavam as obras, a quatro quilómetros da vila, interrompendo os trabalhos. A central nuclear da empresa alemã Kraftwerk Union AG (KWU) nunca foi construída e, em 1982, o governo português abandonou por completo o programa de energia nuclear.

## Vantagens e desvantagens da energia nuclear

### Vantagens

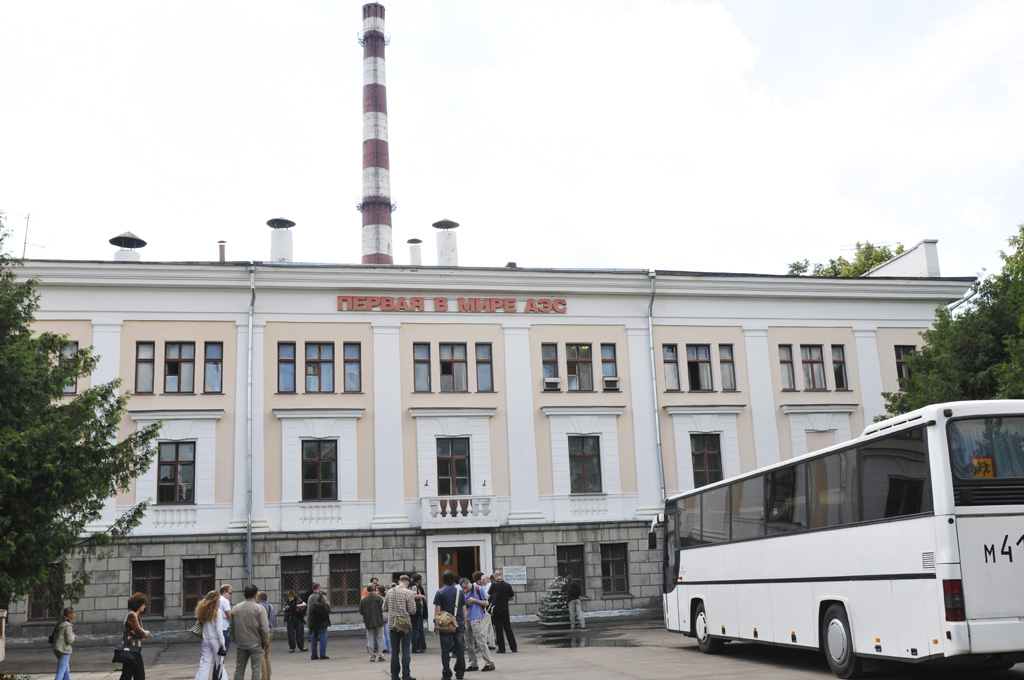
Usina Nuclear de Obninsk (URSS) primeira usina nuclear a produzir eletricidade comercialmente.

A principal vantagem da energia nuclear é a não utilização de combustíveis fósseis. Considerada como vilã no passado, a Energia Nuclear passou gradativamente a ser defendida por ecologistas de nome como James E. Lovelock por alegadamente não gerarem gases de efeito estufa. Estes ecologistas defendem uma virada radical em direção à energia nuclear como forma de combater o aquecimento global argumentando que particularmente áreas contaminadas por acidentes nucleares como a região de Chernobyl se tornam em parques ecológicos perfeitos com natureza plena e selvagem. Contudo, Robert Baker observa que embora a região de Chernobyl tenha o aspecto de um ecossistema próspero,  devido ao desaparecimento das actividades humanas,  quando se fazem estudos ecológicos controlados, o que vemos é uma assinatura muito clara dos efeitos negativos da contaminação na diversidade e abundância de organismos.
Em comparação com a geração hidrelétrica, a geração a partir da energia nuclear apresenta a vantagem de não necessitar o alagamento de grandes áreas para a formação dos lagos de reservatórios, evitando assim a perda de áreas de reservas naturais ou de terras agriculturáveis, bem como a remoção de comunidades inteiras das áreas que são alagadas. Outra vantagem da energia nuclear em relação à geração hidrelétrica é o fato de que a energia nuclear é imune à alterações climáticas futuras que porventura possam trazer alterações no regime de chuvas.

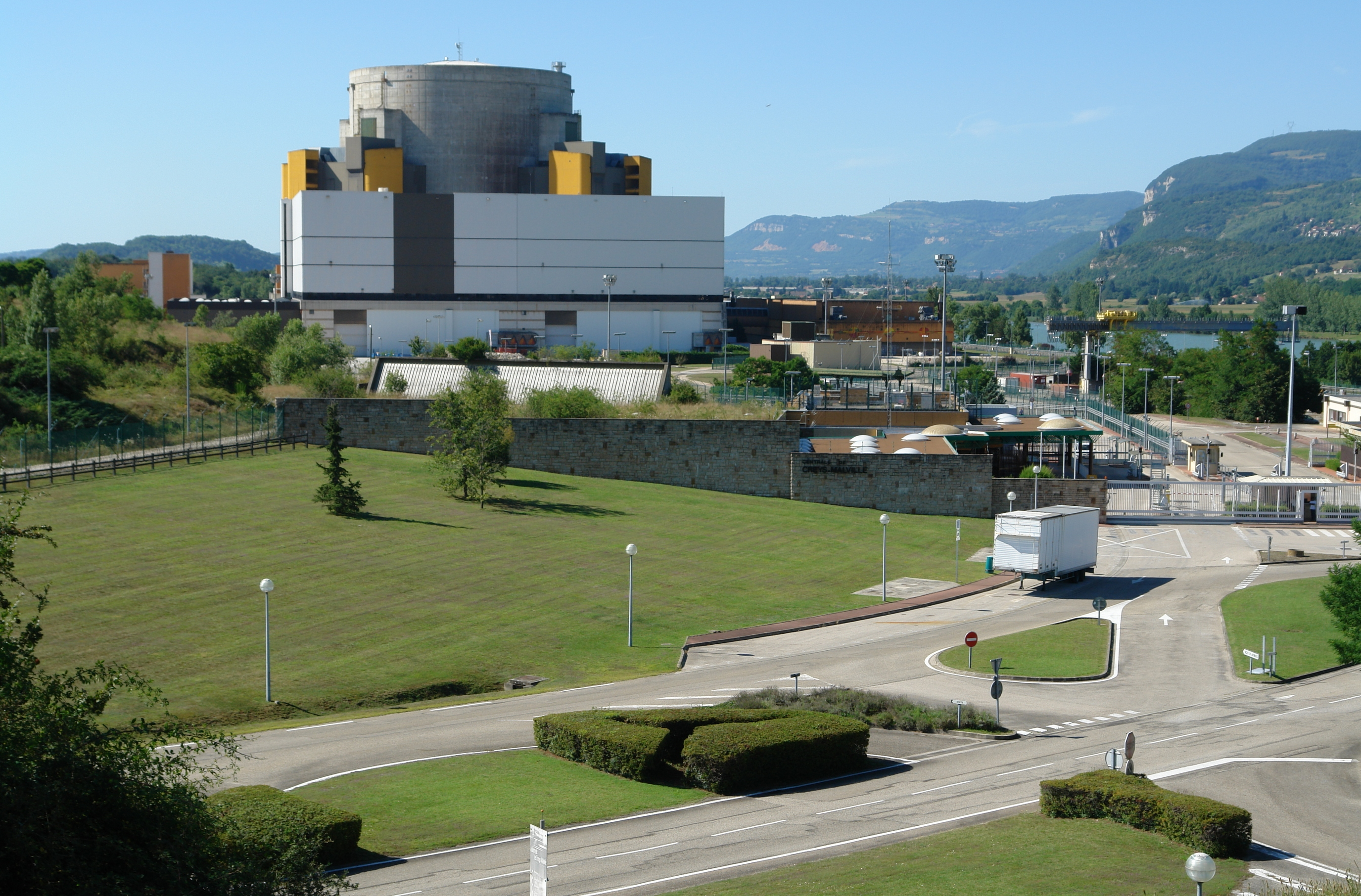
Superphénix, central nuclear do tipo Fast Breed, em Creys-Malville, França, utilizando sódio líquido. Entrou em funcionamento em 1986, e depois de uma história bastante acidentada, foi fechada definitivamente em 1997.

 Já que a maior parte (cerca de 96%) do combustível nuclear queimado é constituída de Urânio natural, uma grande parte do combustível utilizado nos reatores nucleares é reprocessado em plantas de reprocessamento como a Urenco Group no Novo México. Cerca de 60% do combustível nuclear é mandado diretamente para o reprocessamento. O reprocessamento visa re-enriquecer o urânio exaurido, tornando possível que ele seja novamente utilizado como combustível.
A parte do combustível que não é reprocessada imediatamente é armazenada para reprocessamento futuro, ou é armazenada semi-definitivamente em depósito próprio.
Cerca de 4% do total do combustível queimado é constituído dos chamados produtos de fissão e da série dos actinídeos, que são originados a partir da fissão do combustível nuclear. Estes podem incluir elementos altamente radioativos como o Plutônio, Amerício e Césio. Atualmente esses elementos são separados do urânio que será reprocessado e são armazenados em depósitos projetados especificamente para armazenamento de elementos radioativos ou utilizados em pesquisas. O Plutônio tem valor estratégico e científico particularmente alto por ser utilizado na fabricação de armamentos nucleares e também para pesquisas relacionadas aos chamados Fast Breed Reactors, que são reatores que operam utilizando uma combinação de urânio natural e plutônio como combustível. O Plutônio também é utilizado como combustível de satélites artificiais.

### Desvantagens

#### Resíduos radioativos
O resíduo radioativo de usinas nucleares é normalmente baixo, [carece de fontes?] mas representa um problema, pois os elementos contidos no combustível queimado, principalmente os produtos de fissão, demoram um tempo muito longo para decaírem em outros elementos e apresentam alta radioatividade, portanto é necessário que eles fiquem confinados em um depósito próprio onde não possa haver nem interferência humana externa nem interferência ambiental (já que a interferência ambiental pode causar vazamentos e deslocamento dos elementos).[carece de fontes?]
Mesmo não representando considerável perigo na forma conhecida por "intoxicação metais pesados", o plutônio mostra-se particularmente tóxico se inalado. Sua toxidade por inalação supera em cerca de 10 000 vezes sua toxidade por ingestão, e a aspiração de minúsculas quantidades deste elemento pode levar - a médio prazo - a uma morte por câncer de pulmão. Na década de 1980 o físico Ralph Nader afirmou que com apenas um quilograma de Plutônio-239 seria teoricamente possível a extinção da população humana a longo prazo (considerado uma dose letal por inalação de poucos microgramas e os danos genéticos com uma dose mutagênica de poucos nanogramas). Essa afirmação só é verdadeira quando não é considerado que existiria uma dose não fatal de plutônio. Em 1989 o físico Bernard Cohen desafiou Ralph Nader, propondo ingerir uma quantidade de plutônio igual á quantidade  de cafeína que Ralph Nader tomaria  no café. Ralph Nader recusou o desafio. Segundo as conclusoes de B,Cohen, levando em conta quanto plutônio é realmente absorvido na inalação e o tempo de exposição, é possível calcular o número de mortes para 2 milhões por libra, ou 0,45 quilos, mostrando o plutônio como menos tóxico do que o antraz. Em um ano, um reator nuclear de 1 200 MW (como p. ex. o de Angra 2) produz 265 kg desse material, que tem uma meia-vida de 24 000 anos, e há material de sobra para se produzirem danos consideráveis às populações humanas e meio ambiente em geral.[carece de fontes?]
O uso do tório como combustível nuclear (através de seu isótopo, urânio-233) é tido como mais seguro. Reatores de tório, ainda em desenvolvimento, seriam mais seguros. Este tipo de reator geraria menos resíduos (inapropriados para a fabricação de armas nucleares) e, por suas características, apresentariam menor possibilidade de falhas e colapsos.
| |                                               | |
| Modelo em corte de um barril de resíduos radioativos vitrificados, exposto no Deutsches Museum em Munique. | Depósito de resíduos de baixa radioatividade. | Quantidade de resíduos gerados por um reator abastecido a urânio (acima) e a quantidade gerada por um reator abastecido a tório (embaixo) (ver: Reator de tório). |

#### Acidentes nucleares

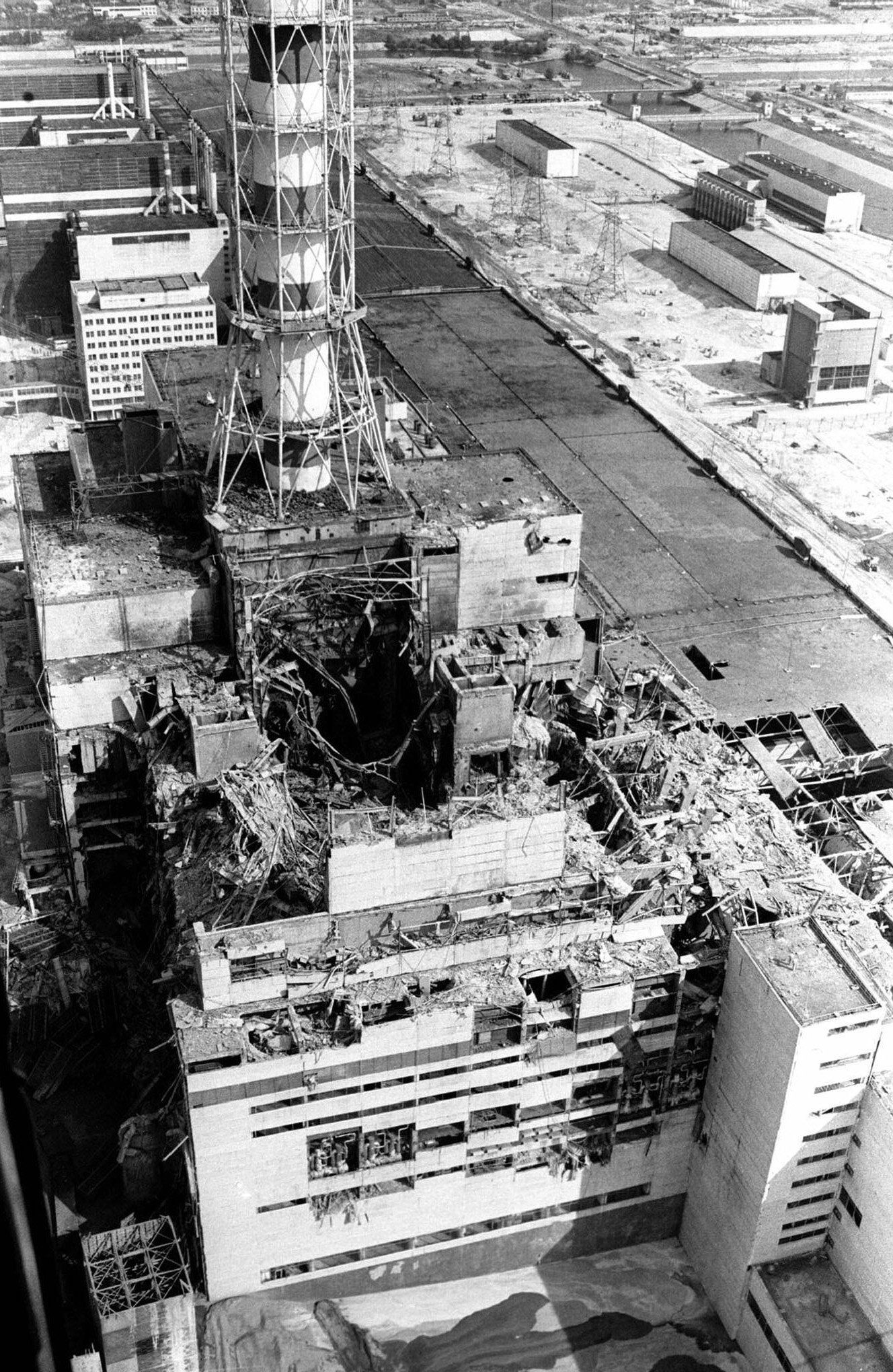
Fotografia aérea tirada da usina na cidade de Chernobil, (27/04/1986) um dia após a explosão do reator (centro da imagem).

O acidente no reator da Usina Nuclear de Chernobil (ex-URSS) contaminou radioativamente uma área de aproximadamente 150 000 km² (corresponde mais de três vezes o tamanho do estado do Rio de Janeiro), sendo que 4 300 km² possuem acesso interditado indefinidamente. Até 180 quilômetros distantes do reator situam-se áreas com uma contaminação de mais de 1,5 milhões de Becquerel por km², o que as deixa inabitáveis por milhares de anos.
Um reator nuclear precisa de resfriamento, mesmo em estado desligado, pois os processos de decaimento espontâneos desenvolvem uma quantidade de calor que pode chegar até 10% da força máxima do reator. Caso todos os sistemas de resfriamento falhem, o reator se esquenta, fazendo com que os metais dos combustíveis entrem em fusão, que acontece a temperaturas em volta de 2 000 °C. Nesse caso existe perigo do combustível fundir um buraco no contêiner de segurança, com a inevitável contaminação radioativa dos arredores da usina. Para evitar tal caso, uma usina nuclear tem cascatas de sistemas de resfriamento.
A falha de resfriamento pode ser causada por imperfeições do equipamento, erros humanos, impacto de catástrofes naturais ou ataques terroristas. Foram falhas de funcionários, somadas às falhas do próprio reator, no caso do acidente da usina Three Mile Island  perto de Harrisburg, Pennsylvania, E.U.A que levaram  à destruição completa do reator e o vazamento de substâncias radioativas com mais de 1,6 · 1015 Bq no dia 28 de março de 1979 (nível 5 na escala Ines).
Um terremoto de 9,1 na escala de Richter e o subsequente tsunami levou ao acidente nuclear de Fukushima I (nível 7 na escala Ines). A falha de resfriamento fez os níveis de água nos tanques de de arrefecimento baixar, provocando aquecimento dos combustíveis e a formação de hidrogênio em 4 dos 6 blocos da central. As seguintes explosões destruíram os prédios e causaram vazamentos em contêineres de segurança com liberação de materiais radioativos.
Em 1993 uma pessoa demente ultrapassou as barricadas de segurança da usina "Three Mile Island" com um carro e chegou até o salão de turbinas. Nesse momento o reator estava em operação sob plena carga. Foi condenada sob acusação de causar ou arriscar a uma catástrofe e internada em psiquiatria.

#### Perigos aos funcionários
Principalmente todo funcionário operando na proximidade de substâncias radioativas está exposto ao risco de contaminação e portanto deve cumprir regras rígidas de segurança radiológica. Mesmo assim, já aconteceram vários imprevistos na história da energia nuclear, nem todos classificados pela Agência Internacional de Energia Nuclear (IAEO).
Um funcionário do instituto de pesquisa nuclear belga em Mol (EURATOM) sofreu um acidente em 1980 que o expôs a Plutônio-239 e provavelmente o levou a morte por leucemia 8 anos depois. Pesquisas feitas em cachorros, motivadas por esse incidente, demonstraram que 3,24 microgramas de Plutônio-239 absorvidos pelo pulmão resultam em morte por câncer.

#### Segurança
Uma usina nuclear, justamente por lidar com algo potencialmente perigoso e que já resultou em muitos acidentes , tem normas de segurança tanto nacionais quanto internacionais que tentam garantir que cada procedimento seja feito de acordo com todos os padrões de segurança. A Agência Internacional de Energia Atômica é um órgão internacional regulatório que salvaguarda a construção e uso da energia nuclear no mundo. Os requisitos para a obtenção de salvaguarda são severos e reconhecidos pela exigência em relação à segurança e operação de usinas nucleares; sem uma salvaguarda, um país é proibido de realizar a construção de instalações nucleares. Um dos requisitos para a obtenção de salvaguarda é que a instalação em questão deve ser supervisionada durante toda a sua existência por um grupo internacional de supervisores especializados em segurança radiológica e nuclear.[carece de fontes?]
Os  atentados de 11 de setembro de 2001 teriam sido inicialmente pensados sobre duas  centrais nucleares não nomeadas, mas a ideia foi abandonada por se recear que tal tipo de ataque ficasse "fora de controle".
O quão fácil é desviar materiais altamente radioativos é demonstrado pelo exemplo do acidente radiológico de Goiânia, no Brasil em 1987, onde uma cápsula contendo Césio-137 foi encontrada por moradores em um lixão, contida dentro de uma máquina hospitalar em um hospital abandonado. O assassinato de Alexander  Litvinenko em Londres, em 2006, foi conseguido por meio de Polónio 210, um elemento perigosamente radioativo e só obtível numa central nuclear -  um veneno extremamente caro.
Durante a invasão russa da  Ucrânia, o bombardeamento da central nuclear de Zaporizhzhia, a maior da Europa, a 3 de Março de 2022, pelas tropas russas, provocou um incêndio nas instalações, que foi extinto de madrugada. O Presidente ucraniano acusou a Rússia de "terror nuclear".  A Federação Russa  está a usar a central nuclear ocupada como base para bombardeamentos, em especial para a cidade da outra margem do rio Dnipro, Nikopol, o que impede o exército ucraniano de ripostar. A situação é bastante perigosa. Sistemas de lançamento GRAD, entre outras peças de artilharia, foram colocados entre os reatores nucleares. O local está a ser minado e transformado numa base militar.

#### Gases de estufa
Os insumos necessários e auxiliares à produção da energia nuclear, como a fabricação de recipientes próprios e refinamento do combustível nuclear, ou seja, para operacionalizá-la de forma geral, leva a uma consequente produção de gases do efeito estufa entre 3 e 6 vezes maior comparada com a energia hídrica e eólica. De facto, afirma Mark Diesendorf, na realidade, apenas o funcionamento do próprio reactor é livre de CO2. Todas as outras fases da cadeia do combustível nuclear -a mineração, a moagem, o fabrico de combustível, o enriquecimento, a construção dos reactores, a desactivação e a gestão de resíduos,  utilizam combustíveis fósseis e, por conseguinte, emitem CO2.

## Etapas do ciclo do combustível

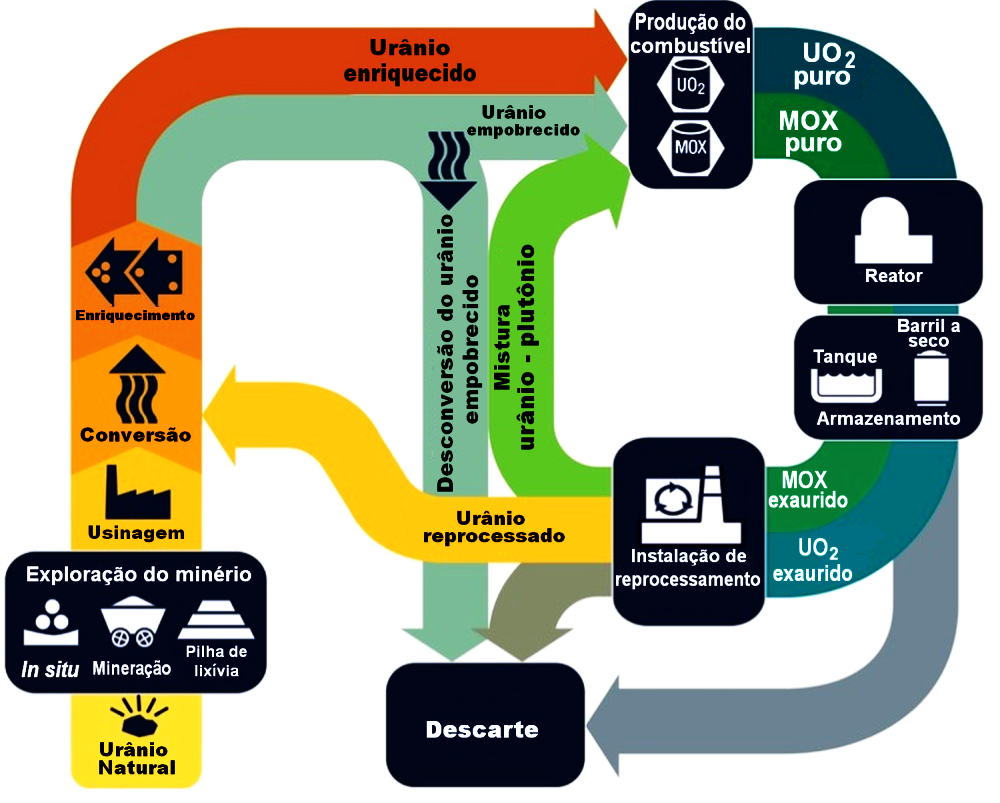
Descrição do ciclo do combustível nuclear, da extração da matéria-prima até ao armazenamento do lixo nuclear

O elemento químico urânio é um metal encontrado em formações rochosas da crosta terrestre. Na usina de beneficiamento, o urânio é extraído do minério, purificado e concentrado sob a forma de um sal de cor amarela, conhecido como yellowcake (bolo amarelo), matéria-prima para produção da energia gerada em um reator nuclear.
Na usina de conversão, o urânio sob a forma de yellowcake, é dissolvido e purificado, obtendo-se então o urânio nuclearmente puro. A seguir, é convertido para o estado gasoso, o hexafluoreto de urânio (UF6), a partir do qual se obtém enriquecimento do urânio. Nesta etapa aumenta-se a concentração do 235U acima do natural, que é de apenas 0,71% de 235U, para em torno de 3%, o que permite sua utilização como combustível para geração de energia elétrica.
O hexafluoreto de urânio enriquecido (UF6) é então transformado em dióxido de urânio (UO2). A reconversão é o retorno do gás UF6 ao estado sólido, sob a forma de pó UO2. É a reconversão que permite a sua utilização como combustível. Este pó é transformado em pastilhas de UO2, que possuem a forma de um cilindro com cerca de um centímetro de comprimento. Estas são então submetidas a diversos testes - dimensionais, metalográficos e químicos - e sinterizadas compressivamente  para então compor o elemento combustível.
Após o processo de maturação da pastilha, sob temperaturas de 1 750 °C são montados os elementos combustíveis, compostos pelas pastilhas de dióxido de urânio montadas em tubos de uma liga metálica especial. Um elemento combustível tem capacidade de fornecer energia para cerca de 42 000 residências médias durante um mês.

## Impacto ambiental

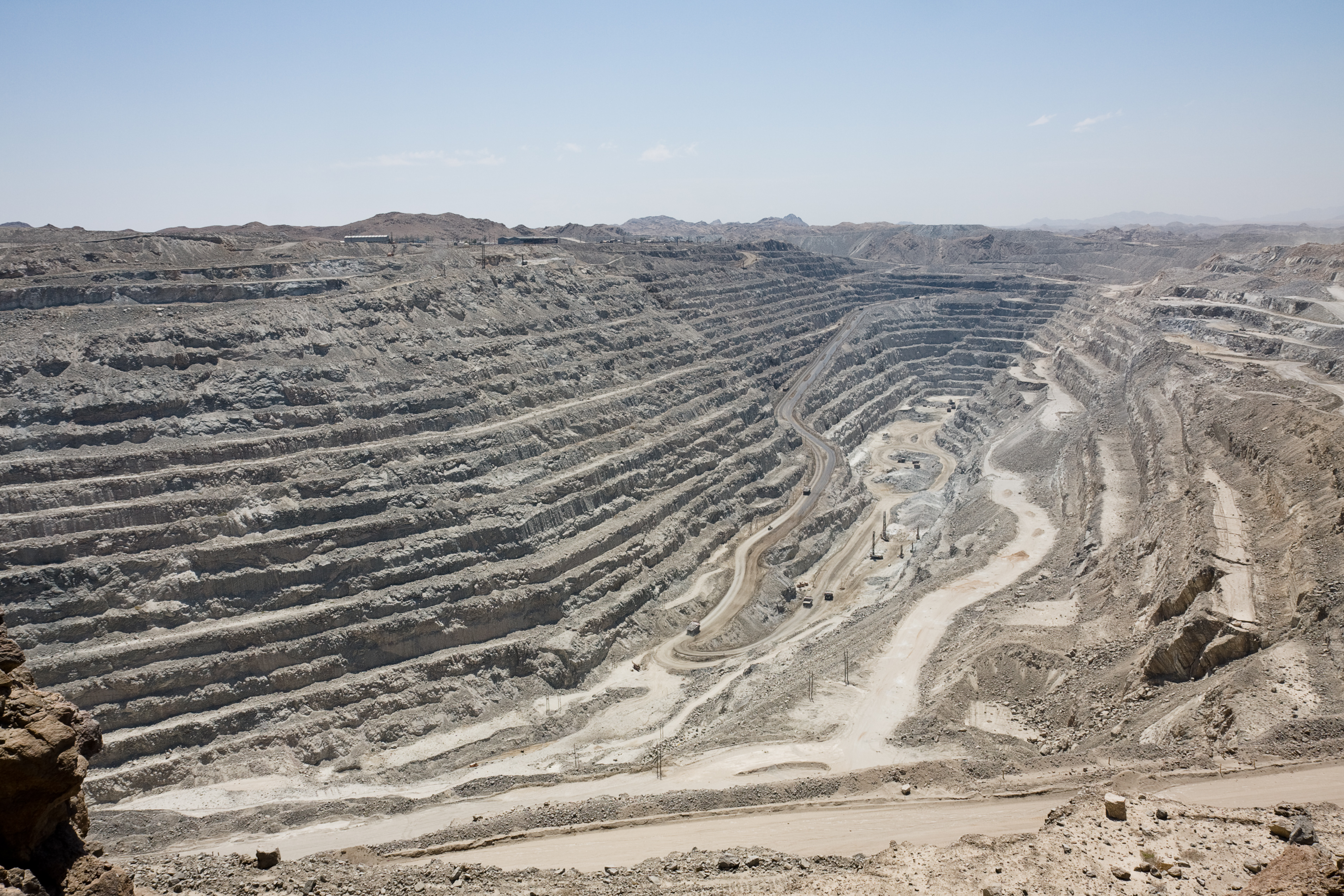
Mina de urânio de Rossing, na Namíbia

Ao se discutir a energia nuclear e seus aspectos ligados ao meio ambiente, deve-se primeiro conhecer o chamado ciclo do elemento combustível nuclear. Utiliza-se o termo elemento para designar o arranjo de varetas contendo o urânio encapsulado, que será consumido durante o funcionamento dos reatores nucleares. Esse ciclo inicia-se na etapa de mineração de urânio, habitualmente feita a céu aberto, ou se isso não for possível por minagem subterrânea. A percentagem de urânio nos minérios, normalmente, é baixa, menos do que 1%. Desse modo, grandes quantidades de material têm de ser trabalhadas para se obter a quantidade necessária de urânio para o funcionamento de um reator nuclear durante um ano.
Se não for adequadamente planejada, como qualquer atividade de mineração de grande porte, a mineração de urânio pode causar forte impacto ambiental. Esse planejamento deve incluir, entre outros, questões como: a geração de poeiras, a utilização das águas e a recuperação da área degradada após o fechamento do empreendimento.
Como consequência do baixo teor de urânio, grandes volumes de minério teriam de ser transportados e o custo do transporte para o seu processamento, em algum local distante da mineração iria inviabilizar financeiramente o empreendimento. Dessa forma, associa-se a mineração de urânio ao seu processamento. Durante essa etapa, o minério é tratado com ácido sulfúrico visando a solubilizar o urânio. Após, ele encontra-se na forma de íons uranilo (UO2+2). Segue-se a precipitação do urânio com di-uranato de amônio [(NH4)2U2O7], comumente chamado de yellow-cake ou bolo amarelo, segundo a reação abaixo.
{\displaystyle NH_{3}(g)+2\;UO_{2}^{+2}(aq)+4\;OH^{-}(aq)\rightarrow (NH_{4})_{2}U_{2}O_{7}(s)+H_{2}O(l)}
Com exceção dos reatores do tipo BWR (Boiling Water Reactor - reatores de água fervente), todos os reatores nucleares de potência, ou seja, destinados à produção de energia elétrica, utilizam elemento combustível enriquecidos em 235U. A percentagem isotópica natural é de 0,73%, enquanto que reatores PWR (Pressurized Water Reactor - reatores de água pressurizada) empregam elemento combustível com cerca de 4% de 235U. Os processos de enriquecimento de urânio usam uma espécie gasosa contendo urânio: o hexafluoreto de urânio (UF6). Assim sendo, a etapa seguinte do processo é a conversão do (NH4)2U2O7 em UF6.
Para converter-se o (NH4)2U2O7 em UF6, são necessárias as etapas abaixo:
{\displaystyle (NH_{4})_{2}O_{7}(s){\xrightarrow {\Delta }}2UO_{3}(s)+2\;NH_{3}(g)+H_{2}O(g)}
{\displaystyle UO_{3}(s)+H_{2}(g)\rightarrow UO_{2}(s)+H_{2}O(g)}
{\displaystyle UO_{3}(s)+4HF(aq)\rightarrow UF_{4}(s)+2H_{2}O(l)}
{\displaystyle UF_{4}(s)+F_{2}(g)\rightarrow UF_{6}(g)}
O hexafluoreto de urânio é, então, utilizado no processo de enriquecimento. No Brasil, emprega-se o enriquecimento através de ultracentrífugas e, como o fator de enriquecimento obtido em cada estágio é baixo, utiliza-se um conjunto dessas unidades chamado de cascata.
O impacto radiológico ambiental dessas duas unidades é considerado baixo e o maior problema ambiental está relacionado com o emprego de Hf (Háfnio) e de F2 (Flúor), ambos bastante tóxicos e corrosivos.
Certamente, por questões de segurança, o emprego do urânio na forma gasosa em reatores nucleares não seria algo dos mais aconselháveis. Por essa razão, a etapa seguinte ao enriquecimento é chamada de reconversão, ou seja, ao contrário da etapa de conversão, temos a transformação do UF6 (gás) em UO2 (sólido).
Um reator nuclear de potência do tipo PWR – como os existentes em Angra dos Reis – trabalha com uma sequência de barreiras de contenção, a fim de que os produtos da fissão do urânio não atinjam o meio ambiente. A primeira dessas barreiras é a própria pastilha de urânio enriquecido.
O elemento combustível nuclear é um arranjo de vareta, produzido em uma liga metálica à base de
zircônio chamada de Zircalloy. No interior dessas varetas, existem pastilhas cerâmicas de UO2.
Portanto, as varetas são consideradas a segunda barreira. O reator nuclear de Angra 2 possui 193 desses conjuntos contendo cada um 236 varetas, perfazendo um total de 45 548 varetas. Os elementos combustíveis permanecem cerca de três anos no núcleo do reator, período durante o qual a percentagem de 235U diminui para cerca de x% 